# Otto Tiemann
Otto Tiemann (Bruchhausen-Vilsen, 12 febbraio 1890 – Bruchhausen-Vilsen, 20 aprile 1952) è stato un generale tedesco della Wehrmacht durante la seconda guerra mondiale.

## Biografia
Figlio del pastore protestante Georg Timann e di sua moglie Mary Rottermund, Tiemann prestò servizio come ufficiale nella prima guerra mondiale. Dopo il primo conflitto entrò nel Reichswehr ed in seguito nella Wehrmacht, dove guidò la 93ª divisione di fanteria durante la seconda guerra mondiale. Nel 1944 Tiemann divenne comandante generale del XXIII corpo d'armata e nelle ultime settimane di guerra comandò il XVII corpo d'armata. Prese parte all'operazione Barbarossa ed all'Assedio di Leningrado nonché alla battaglia di Velikiye Luki ed a quella di Narva.
L'8 luglio 1929, sposò Christa Charlotte Steffen, dalla quale ebbe due figli e una figlia.